# 히노키티올
히노키티올(영어: hinokitiol) 또는 베타-투자플리신(영어: β-thujaplicin)은 측백나무과 식물에서 발견되는 모노터펜의 일종이다. 히노키티올은 트로폴론 유도체이자 투자플리신의 일종으로, 항바이러스제, 항균제 및 항염증제로 사용되며 구강 관리 및 치료 제품에 널리 사용된다. 또한 일본에서는 식품 첨가물로 승인되었다.
히노키티올은 1936년 일본의 화학자 노조에 테츠오(野副 鉄男)에 의해 처음으로 대만의 편백나무에서 분리되었으며, 일본어로 편백나무를 가리키는 히노키(일본어: ひのき)에서 그 이름을 유래했다. 일본 히노키에는 거의 존재하지 않지만 Thujopsisdolabrata와 서양 붉은 삼나무 (Thujaplicata)에서 주로 발견된다. 용매로 처리하거나 초음파 처리를 통해 삼나무에서 쉽게 추출할 수 있다.
히노키티올은 이소프로필 치환기가 없는 트로폴론과 구조적으로 연관되어 있다. 트로폴론은 잘 알려진 킬레이트의 일종이다.

## 항균성 활동
히노키티올은 광범위한 생물학적 특성을 가진다. 그중 대표적인 것은, 항생제 내성에 관계없이 많은 박테리아와 진균류에 대한 강력한 항균 작용이다. 구체적으로, 히노키티올은 일반적인 인간 병원체인 폐렴구균, 충치균,  스타필로코커스 아우레우스에 대해 효과적인 것으로 나타났다. 또한 클라미디아 트라코마티스에 대한 억제 효과도 갖는 것으로 나타났으며, 국소 약물로서 임상적으로 유용할 수 있다.

### 항바이러스 활동
보다 최근의 연구에 따르면, 히노키티올은 또한 리노바이러스, 콕사키바이러스 B형, 멩고바이러스 등 몇몇 인간 바이러스에 대해 아연 화합물과 조합하여 사용될 때 항바이러스 작용을 나타낸다는 것이 밝혀졌다. 약리적인 잠재력을 가지고 있으며 세계 보건기구와 같은 전 세계 기관이 주의깊게 보고 있는 화학물질이다. 히노키티올은 바이러스 복제를 억제하지만, 이 능력은 히노키티올이 킬레이터인 아연 등 2가 금속 이온의 이용 가능성에 의존한다.

## 다른 활동
광범위한 항균 활성 이외에도, 히노키티올은 다수의 시험 관내 세포 연구 및 생체 내 동물 연구를 특징으로 하는 항염증 및 항종양 활성을 보유한다. 히노키티올은 TNF-α 및 NF-κB와 같은 주요 염증성 마커 및 경로를 억제하고, 만성 염증성 또는자가 면역 상태의 치료 가능성을 연구하고 있다. 히노키티올은 자가 포식 과정을 유도함으로써 몇몇 주요 암 세포주에서 세포 독성을 나타내는 것으로 밝혀졌다.

### 코로나바이러스 연구
히노키티올의 잠재적인 항바이러스 효과는 아연 이오 노 포어의 작용에 의해 발생한다. 히노키티올은 세포 내로 아연 이온의 유입을 가능하게 하여 RNA 바이러스의 복제기구를 억제하고 이어서 바이러스의 복제를 억제한다. 주목할 만한 RNA 바이러스, 사스 (SARS)를 인간의 인플루엔자 바이러스를 포함한다. 아연 이온은 세포 내에서 바이러스 복제를 크게 억제할 수 있었고, 동작 아연 유입에 의존하는 것이 판명되었다. 이 연구는 히노키티올과 매우 유사하게 작용하는 아연 이오 노 포어 피리 티온으로 수행되었다.
세포 배양에서, 히노키티올은 인간 리노 바이러스, 콕 사키 바이러스 및 멘고 바이러스 증식을 억제한다. 히노키티올은 바이러스 다 단백질의 가공을 방해하여 피 코로나 바이러스 복제를 억제한다. 히노키티올은 바이러스 다 단백질 프로세싱을 손상시킴으로써 피 코로나 바이러스의 복제를 억제하고 히노키티올의 항 바이러스 활성은 아연 이온의 이용 가능성에 의존한다.

### 철이 오노 포어
히노키티올은 설치류에서 헤모글로빈 생산을 회복시키는 것으로 나타났다. 히노키티올은 세포 내로 채널 철 철 이온 운반체로서 작용의 증가, 세포 내 철 수준. 인간에서 철의 약 70 %가 적혈구 및 특히 헤모글로빈 단백질에 포함되어 있다. 철은 거의 모든 살아있는 유기체에 필수적이며, 산소 수송 시스템, 데옥시리보핵산 (DNA) 합성, 전자 수송 및 철분 결핍과 같은 여러 해부 기능의 중요한 요소는 빈혈과 같은 혈액 장애를 유발할 수 있다. 육체적, 정신적 성과에 크게 해를 끼친다.

## 아연 시너지
히노키티올은 아연 이오 노 포어이며이 능력은 바이러스 복제를 억제하는 것으로 여겨진다. 간단히 말하면, 아연 이오 노 포어로서, 히노키티올은 원형질 막 또는 세포 내 막을 통해 세포 내로 분자의 수송을 돕고 , 이에 따라 특정 분자 (예를 들어 아연)의 세포 내 농도를 증가시킨다. 따라서, 히노키티올과 함께 아연의 항바이러스 특성을 이용함으로써 아연 흡수가 가속화될 수 있다.

### 암 연구
세포 배양 및 동물 연구에서, 히노키티올은 복분해를 억제하는 것으로 나타났으며, 암세포에 대한 항 증식 효과를 나타냈다.

### 아연 결핍
아연 결핍은 일부 암 세포에서 입증되었으며 최적의 세포 내 아연 수준을 반환하면 종양 성장을 억제할 수 있다. 히노키티올은 문서화 된 아연 이오 노 포어이지만, 현재 히노키티올과 아연의 효과적인 전달 방법 농도를 확립하기 위해서는 더 많은 연구가 필요하다.
- "식이 아연이 흑색 종 성장 및 실험 전이에 미치는 영향 ..."[32]

- "식이 성 아연 결핍은 뚜렷한 염증 징후를 유발하여 식도암 발생을 촉진합니다 ..."[33]

- "혈청 아연 수준과 폐암의 연관성 : 관찰 연구의 메타 분석 ..."[34]

- "아연 결핍, 관련 microRNA 및 식도 암종 사이의 관계에 대한 연구 진행 ..."[35]

## 히노키티올 함유 제품
히노키티올은 화장품, 치약, 구강 스프레이, 선 스크린 및 모발 성장을 포함한 다양한 소비자 제품에 널리 사용된다. 소비자 히노키티올 제품 판매의 주요 브랜드 중 하나는 Hinoki Clinical이다.
Hinoki Clinical (1956년 추정)은 1955년에 최초의 '히노키티올의 산업적 추출'이 시작된 직후에 설립되었다. Hinoki는 현재 히노키티올을 성분으로 하여 18 가지가 넘는 다양한 제품을 보유하고 있다. 또 다른 브랜드인 'Relief Life'는 히노키티올을 함유한 'Dental Series'치약으로 백만 건 이상의 판매를 기록했다.
히노키티올 기반 제품의 다른 주목할 만한 생산자는 Otsuka Pharmaceuticals, Kobayashi Pharmaceuticals, Taisho Pharmaceuticals, SS Pharmaceuticals를 포함한다. 아시아 이외에도 Swanson Vitamins와 같은 회사는 미국과 같은 시장에서 소비자 제품에서 히노키티올의 이용을 시작하고 있다. Swanson Vitamins US. 2020년 5월 19일, 호주에서 항산화 혈청 및 기타 노력으로 회수함.
2006년에, 히노키티올은 캐나다의 국내 물질 목록에 비영구적, 비생물적 축적 및 비독성으로 수생 생물로 분류되었다.
히노키티올의 점수는 달리 프로필 파라벤, 여전히 다양한 구강 세정제로 판매되는 성분 광대 독성 유해 우려를 나타낸다. 프로필 파라벤은 유럽 호르몬 분열위원회 (European Disruption on Hormone Disruption)에 의해 인간의 내분비 교란 물질로 간주되었다.

### 징크스 박사
2 4 월 2020, 사전 Nanotek은, 산화 아연 호주 프로듀서 AstiVita 한정과 공동 특허 출원, 다양한 구강 케어 제품을 포함 항바이러스 조성물 중요한로서 히노키티올을 포함 구성 요소. 현재 이 새로운 발명을 도입한 브랜드를 ZinX라고하며 2020년에 Zinc + Hinokitiol 조합을 출시 할 것으로 보인다.
5 월 2020 18의 DR ZinX는 "의료 분야에서 살 바이러스 활성의 평가를 위한 정량적 현탁액 시험"에 대한 테스트 결과를 발표 깔끔한 농도에 대한 '3.25 로그'감소 (99.9 % 감소)을 반환 COVID-19 대리 고양이 코로나바이러스에 대해 5 분. 아연은 인체에 필수적인 영양 보조 식품 및 미량 원소이다. 전 세계 인구의 17.3 %가 아연 섭취량이 부족한 것으로 추정된다.

### 유망한 미래
2000년대 초반, 연구자들은 히노키티올이 특히 클라미디아 트라코마 티스 박테리아를 억제하는 데 제약으로서 가치가 있다는 것을 인식했다.
Urbana-Champaign의 일리노이 대학 (University of Illinois)과 다른 기관의 화학자인 Martin Burke와 동료들은 히노키티올의 중요한 의학적 용도를 발견했다. 버크의 목표는 동물의 불규칙한 철 운송을 극복하는 것 이었다.
여러 단백질이 부족하면 세포의 철분 결핍 (빈혈) 또는 반대 효과인 혈색소 침착증이 발생할 수 있다.
유전자 고갈 효모 배양물을 대리모로 사용하여 연구자들은 철 수송의 징후와 세포 성장에 대한 작은 생체 분자 라이브러리를 선별했다. 세포 기능을 회복한 것으로 히노키티올이 나타났다.
이 팀의 추가 연구는 히노키티올이 세포 철을 회복 또는 감소시키는 메커니즘을 확립했다. 그런 다음 연구를 포유류로 전환하고“철 단백질”이 부족하도록 조작 된 설치류가 히노키티올을 먹었을 때 장에서 철분 섭취를 회복한다는 것을 발견했다. zebrafish에 대한 비슷한 연구에서 분자는 헤모글로빈 생산을 회복했다.
Burke et al.의 연구에 대한 논평. 히노키티1올이라는 별명은 "Iron Man 분자"이다. 발견자 Nozoe의 이름이 "철인"으로 영어로 번역될 수 있기 때문에 이는 적합하지 않다.
히노키티올 기반 구강 제품에 대한 수요가 증가함에 따라 히노키티올의 구강 응용에 대한 상당한 연구가 수행되었다. 일본의 8 개 기관과 연계된 한 연구에서 "구두 및 상부기도에서 우세한 항생제 내성 및 수용성 병원성 박테리아에 대한 히노키티올의 항 박테리아 활성"은 "히노키티올은 광범위한 병원성 박테리아이며 인간 상피 세포에 대한 세포 독성이 낮다. "

## 같이 보기
- 측백나무과

## 참고 문헌
1. ↑  "β-Thujaplicin at Sigma-Aldrich" 보관됨 2011-07-16 - 웨이백 머신, sigmaaldrich.com.
2. ↑  Chedgy RJ, Lim YW, Breuil C (May 2009). "Effects of leaching on fungal growth and decay of western redcedar". Canadian Journal of Microbiology. 55 (5): 578–86. doi:10.1139/W08-161. PMID 19483786.
3. ↑  Krenn BM, Gaudernak E, Holzer B, Lanke K, Van Kuppeveld FJ, Seipelt J (January 2009). "Antiviral activity of the zinc ionophores pyrithione and hinokitiol against picornavirus infections". Journal of Virology. 83 (1): 58–64. doi:10.1128/JVI.01543-08. PMC 2612303. PMID 18922875
4. ↑  Inamori Y, Shinohara S, Tsujibo H, Okabe T, Morita Y, Sakagami Y, et al. (September 1999). "Antimicrobial activity and metalloprotease inhibition of hinokitiol-related compounds, the constituents of Thujopsisdolabrata S. and Z. hondai MAK". Biological & Pharmaceutical Bulletin. 22 (9): 990–3. doi:10.1248/bpb.22.990. PMID 10513629.
5. ↑  Ye J, Xu YF, Lou LX, Jin K, Miao Q, Ye X, Xi Y (July 2015). "Anti-inflammatory effects of hinokitiol on human corneal epithelial cells: an in vitro study". Eye. 29 (7): 964–71. doi:10.1038/eye.2015.62. PMC 4506343. PMID 25952949.
6. ↑  "Stress Check System". Health evaluation and promotion. 43 (2): 299–303. 2016. doi:10.7143/jhep.43.299. ISSN 1347-0086
7. ↑  Murata I, Itô S, Asao T (December 2012). "Tetsuo Nozoe: chemistry and life". Chemical Record. 12 (6): 599–607. doi:10.1002/tcr.201200024. PMID 23242794.
8. ↑  Chedgy RJ, Daniels CR, Kadla J, Breuil C (2007). "Screening fungi tolerant to Western red cedar (Thujaplicata Donn) extractives. Part 1. Mild extraction by ultrasonication and quantification of extractives by reverse-phase HPLC". Holzforschung. 61 (2): 190–194. doi:10.1515/HF.2007.033
9. ↑  Shih YH, Chang KW, Hsia SM, Yu CC, Fuh LJ, Chi TY, Shieh TM (June 2013). "In vitro antimicrobial and anticancer potential of hinokitiol against oral pathogens and oral cancer cell lines". Microbiological Research. 168 (5): 254–62. doi:10.1016/j.micres.2012.12.007. PMID 23312825.
10. ↑  Morita Y, Sakagami Y, Okabe T, Ohe T, Inamori Y, Ishida N (September 2007). "The mechanism of the bactericidal activity of hinokitiol". Biocontrol Science. 12 (3): 101–10. doi:10.4265/bio.12.101. PMID 17927050.
11. ↑  Wang TH, Hsia SM, Wu CH, Ko SY, Chen MY, Shih YH, et al. (2016-09-28). "Evaluation of the Antibacterial Potential of Liquid and Vapor Phase Phenolic Essential Oil Compounds against Oral Microorganisms". PloS One. 11 (9): e0163147. Bibcode:2016PLoSO..1163147W. doi:10.1371/journal.pone.0163147. PMC 5040402. PMID 27681039.
12. 1 2  Domon H, Hiyoshi T, Maekawa T, Yonezawa D, Tamura H, Kawabata S, et al. (June 2019). "Antibacterial activity of hinokitiol against both antibiotic-resistant and -susceptible pathogenic bacteria that predominate in the oral cavity and upper airways". Microbiology and Immunology. 63 (6): 213–222. doi:10.1111/1348-0421.12688. PMID 31106894.
13. ↑  Yamano H, Yamazaki T, Sato K, Shiga S, Hagiwara T, Ouchi K, Kishimoto T (June 2005). "In vitro inhibitory effects of hinokitiol on proliferation of Chlamydia trachomatis". Antimicrobial Agents and Chemotherapy. 49 (6): 2519–21. doi:10.1128/AAC.49.6.2519-2521.2005. PMC 1140513. PMID 15917561.
14. ↑  Chedgy R (2010). Secondary metabolites of Western red cedar (Thujaplicata): their biotechnological applications and role in conferring natural durability. LAP Lambert Academic Publishing. ISBN 978-3-8383-4661-8.
15. 1 2 3  Krenn BM, Gaudernak E, Holzer B, Lanke K, Van Kuppeveld FJ, Seipelt J (January 2009). "Antiviral activity of the zinc ionophores pyrithione and hinokitiol against picornavirus infections". Journal of Virology. 83 (1): 58–64. doi:10.1128/JVI.01543-08. PMC 2612303. PMID 18922875.
16. ↑  Lee TB, Jun JH (2019-06-30). "Can Hinokitiol Kill Cancer Cells? Alternative Therapeutic Anticancer Agent via Autophagy and Apoptosis". Korean Journal of Clinical Laboratory Science. 51 (2): 221–234. doi:10.15324/kjcls.2019.51.2.221.
17. ↑  Jayakumar T, Liu CH, Wu GY, Lee TY, Manubolu M, Hsieh CY, et al. (March 2018). "Hinokitiol Inhibits Migration of A549 Lung Cancer Cells via Suppression of MMPs and Induction of Antioxidant Enzymes and Apoptosis". International Journal of Molecular Sciences. 19 (4): 939. doi:10.3390/ijms19040939. PMC 5979393. PMID 29565268.
18. 1 2  teVelthuis AJ, van den Worm SH, Sims AC, Baric RS, Snijder EJ, van Hemert MJ (November 2010). "Zn(2+) inhibits coronavirus and arterivirus RNA polymerase activity in vitro and zinc ionophores block the replication of these viruses in cell culture". PLoS Pathogens. 6 (11): e1001176. doi:10.1371/journal.ppat.1001176. PMC 2973827. PMID 21079686.
19. ↑  Krenn BM, Gaudernak E, Holzer B, Lanke K, Van Kuppeveld FJ, Seipelt J (January 2009). "Antiviral activity of the zinc ionophores pyrithione and hinokitiol against picornavirus infections". Journal of Virology. 83 (1): 58–64. doi:10.1128/jvi.01543-08. PMC 2612303. PMID 18922875
20. ↑  Grillo AS, SantaMaria AM, Kafina MD, Cioffi AG, Huston NC, Han M, et al. (May 2017). "Restored iron transport by a small molecule promotes absorption and hemoglobinization in animals". Science. 356 (6338): 608–616. doi:10.1126/science.aah3862. PMC 5470741. PMID 28495746.
21. ↑  Service RF (2017-05-11). "Iron Man molecule restores balance to cells". Science. AAAS. doi:10.1126/science.aal1178.
22. ↑  Abbaspour N, Hurrell R, Kelishadi R (February 2014). "Review on iron and its importance for human health". Journal of Research in Medical Sciences. 19 (2): 164–74. PMC 3999603. PMID 24778671
23. ↑  "Ionophores - an overview - ScienceDirect Topics". www.sciencedirect.com. Retrieved 2020-06-25.
24. ↑  Jayakumar T, Liu CH, Wu GY, Lee TY, Manubolu M, Hsieh CY, et al. (March 2018). "Hinokitiol Inhibits Migration of A549 Lung Cancer Cells via Suppression of MMPs and Induction of Antioxidant Enzymes and Apoptosis". International Journal of Molecular Sciences. 19 (4). doi:10.3390/ijms19040939. PMC 5979393. PMID 29565268
25. ↑  "Hinokitiol reduces tumor metastasis by inhibiting heparanase via extracellular signal-regulated kinase and protein kinase B pathway". www.medsci.org. Retrieved 2020-06-17.
26. ↑  Lee TB, Jun JH (2019-06-30). "Can Hinokitiol Kill Cancer Cells? Alternative Therapeutic Anticancer Agent via Autophagy and Apoptosis". The Korean Journal of Clinical Laboratory Science. 51 (2): 221–234. doi:10.15324/kjcls.2019.51.2.221.
27. ↑  Tu DG, Yu Y, Lee CH, Kuo YL, Lu YC, Tu CW, Chang WW (April 2016). "Hinokitiol inhibits vasculogenic mimicry activity of breast cancer stem/progenitor cells through proteasome-mediated degradation of epidermal growth factor receptor". Oncology Letters. 11 (4): 2934–2940. doi:10.3892/ol.2016.4300. PMC 4812586. PMID 27073579
28. ↑  Zhang G, He J, Ye X, Zhu J, Hu X, Shen M, et al. (March 2019). "β-Thujaplicin induces autophagic cell death, apoptosis, and cell cycle arrest through ROS-mediated Akt and p38/ERK MAPK signaling in human hepatocellular carcinoma". Cell Death & Disease. 10 (4): 255. doi:10.1038/s41419-019-1492-6. PMID 30874538
29. ↑  Huang CH, Jayakumar T, Chang CC, Fong TH, Lu SH, Thomas PA, et al. (September 2015). "Hinokitiol Exerts Anticancer Activity through Downregulation of MMPs 9/2 and Enhancement of Catalase and SOD Enzymes: In Vivo Augmentation of Lung Histoarchitecture". Molecules. 20 (10): 17720–34. doi:10.3390/molecules201017720. PMID 26404213
30. ↑  Lee, Tae-Bok; Seo, Eun-Ju; Lee, Ji-Yun; Jun, Jin Hyun (2018-12-01). "Synergistic Anticancer Effects of Curcumin and Hinokitiol on Gefitinib Resistant Non-Small Cell Lung Cancer Cells". Natural Product Communications. 13 (12): 1934578X1801301223. doi:10.1177/1934578X1801301223
31. ↑  Shih YH, Chang KW, Hsia SM, Yu CC, Fuh LJ, Chi TY, Shieh TM (June 2013). "In vitro antimicrobial and anticancer potential of hinokitiol against oral pathogens and oral cancer cell lines". Microbiological Research. 168 (5): 254–62. doi:10.1016/j.micres.2012.12.007. PMID 23312825
32. ↑  Murray, Michael J.; Erickson, Kent L.; Fisher, Gerald L. (1983-12-01). "Effects of dietary zinc on melanoma growth and experimental metastasis". Cancer Letters. 21 (2): 183–194. doi:10.1016/0304-3835(83)90206-9. ISSN 0304-3835
33. ↑  Taccioli C, Chen H, Jiang Y, Liu XP, Huang K, Smalley KJ, et al. (October 2012). "Dietary zinc deficiency fuels esophageal cancer development by inducing a distinct inflammatory signature". Oncogene. 31 (42): 4550–8. doi:10.1038/onc.2011.592. PMID 22179833.
34. ↑  Wang Y, Sun Z, Li A, Zhang Y (May 2019). "Association between serum zinc levels and lung cancer: a meta-analysis of observational studies". World Journal of Surgical Oncology. 17 (1): 78. doi:10.1186/s12957-019-1617-5. PMC 6503426. PMID 31060563.
35. ↑  Liu CM, Liang D, Jin J, Li DJ, Zhang YC, Gao ZY, He YT (November 2017). "Research progress on the relationship between zinc deficiency, related microRNAs, and esophageal carcinoma". Thoracic Cancer. 8 (6): 549–557. doi:10.1111/1759-7714.12493. PMC 5668500. PMID 28892299.
36. ↑  "Hinoki Clinical History". Hinoki Clinical. Retrieved 19 May2020.
37. ↑  "Real Life Product Line 보관됨 2018-08-25 - 웨이백 머신". AnshinTsuuhan. Retrieved 19 May 2020.
38. ↑  "Dental Series Product Page". Rakuten. Retrieved 19 May2020.
39. ↑  "Antioxidant Serum". Swanson Vitamins US. Retrieved 19 May 2020.
40. ↑  "Antioxidant Serum AU". Swanson Vitamins Australia. Retrieved 19 May 2020. Swanson Vitamins US. Retrieved 19 May 2020.
41. ↑  Secretariat, Treasury Board of Canada; Secretariat, Treasury Board of Canada. "Detailed categorization results of the Domestic Substances List - Open Government Portal". open.canada.ca. Retrieved 2020-06-17.
42. ↑  "EWG Skin Deep® - What is PROPYLPARABEN". EWG. Retrieved 2020-06-26.
43. ↑  "Advance NanoTek - Zinc Oxide Powder". Advance NanoTek. Retrieved 2020-05-20.
44. ↑  "Health And Beauty - AstiVita 보관됨 2013-04-26 - 웨이백 머신". Health And Beauty | AstiVita. Retrieved 2020-05-20.
45. ↑  "IP Australia: AusPat 보관됨 2020-06-11 - 웨이백 머신". Australian Government - IP Australia. Retrieved 2020-05-20
46. ↑  "Patent Update AstiVita" (PDF). Australian Stock Exchange. 20 May 2020.
47. ↑  "Zinc + Hinokitiol". Dr ZinX. Retrieved 2020-05-20
48. ↑  Barrett M (18 May 2020). "AstiVita - Testing Results for Dr Zinx Zinc + Hinokitiol Combination" (PDF). ASX (Australian Stock Exchange). Retrieved 20 May 2020.
49. ↑  Barrett M (18 May 2020). "Dr ZinX Test Results 보관됨 2020-06-11 - 웨이백 머신". Dr Zinx Oral Spray. Retrieved 20 May 2020.
50. ↑  Administration, Australian Government Department of Health Therapeutic Goods (2020-05-07). "Surrogate viruses for use in disinfectant efficacy tests to justify claims against COVID-19 보관됨 2020-06-11 - 웨이백 머신". Therapeutic Goods Administration (TGA). Retrieved 2020-05-20
51. ↑  Wessells KR, Brown KH (2012-11-29). "Estimating the global prevalence of zinc deficiency: results based on zinc availability in national food supplies and the prevalence of stunting". PloS One. 7 (11): e50568. Bibcode:2012PLoSO...750568W. doi:10.1371/journal.pone.0050568. PMC 3510072. PMID 23209782.
52. ↑  Ervin RB, Kennedy-Stephenson J (November 2002). "Mineral intakes of elderly adult supplement and non-supplement users in the third national health and nutrition examination survey". The Journal of Nutrition. 132 (11): 3422–7. doi:10.1093/jn/132.11.3422. PMID 12421862.
53. ↑  "Hinokitiol". American Chemical Society. Retrieved 2020-05-20.
54. ↑  Grillo AS, SantaMaria AM, Kafina MD, Cioffi AG, Huston NC, Han M, et al. (May 2017). "Restored iron transport by a small molecule promotes absorption and hemoglobinization in animals". Science. 356 (6338): 608–616. Bibcode:2017Sci...356..608G. doi:10.1126/science.aah3862. PMC 5470741. PMID 28495746
55. ↑  Iron Man molecule restores balance to cells". Science Magazine. AAAS. Retrieved 2020-05-20.